# Tony Watson
Pour les articles homonymes, voir Watson.
Tony Watson (né le 30 mai 1985 à Sioux City, Iowa, États-Unis) est un lanceur de relève gaucher des Ligues majeures de baseball jouant avec les Dodgers de Los Angeles.

## Carrière
Joueur de l'université du Nebraska à Lincoln, Tony Watson est repêché en 9e ronde par les Pirates de Pittsburgh en 2007.

### Pirates de Pittsburgh

#### Saison 2011
Il fait ses débuts dans les majeures le 8 juin 2011 dans un match des Pirates contre les Diamondbacks de l'Arizona. Amené en relève avec un score égal et un coureur en position de marquer au deuxième but pour l'adversaire, Watson met fin à la menace en retirant sur des prises les deux frappeurs des Diamondbacks. 
Watson apparaît au monticule dans 43 matchs des Pirates à sa saison recrue. Six fois en juin, il prépare avec succès l'entrée dans le match du stoppeur de l'équipe, Joel Hanrahan, qui a pour mission de protéger l'avance des siens en neuvième manche. Dix fois dans l'année, Watson s'acquitte avec succès de cette tâche. Il mérite sa première victoire dans les majeures le 20 août sur les Reds de Cincinnati et complète l'année avec deux gains, deux défaites et une moyenne de points mérités de 3,95 en 41 manches lancées.

#### Saison 2014
Watson est pour la première fois invité au match des étoiles en 2014, une saison où il est le lanceur qui apparaît dans le plus grand nombre de matchs dans la Ligue nationale. En 78 parties jouées et 77 manches et un tiers lancées, il maintient une moyenne de points mérités de 1,63 qui est la meilleure de la saison pour les Pirates. Il remporte 10 victoires contre seulement deux défaites, réalise deux sauvetages et réussit 81 retraits sur des prises. Ses 9,4 retraits sur des prises par 9 manches lancées sont un nombre plus élevé que sa moyenne en carrière.

#### Saison 2015
Watson connaît une autre brillante saison en 2015 pour Pittsburgh avec une moyenne de points mérités de 1,91 en 75 manches et un tiers lancées lors de 77 sorties. Son ratio de retraits sur des prises par 9 manches lancées retombe à 7,4 après avoir atteint une marque anormalement élevée pour lui de 9,4 en 2014.

### Dodgers de Los Angeles
Le 31 juillet 2017, les Pirates de Pittsburgh échangent Tony Watson aux Dodgers de Los Angeles contre le joueur de troisième but Oneil Cruz et le lanceur droitier Angel German, tous deux joueurs de ligues mineures.